# Південний провулок (Мелітополь)
Південний провулок — провулок у Мелітополі. Йде від вулиці Олександра Невського до Зеленої вулиці. Забудований приватними будинками.

## Назва
Паралельно Південному провулку проходять Східний і Північний провулки, а Південний провулок знаходиться на південь від них.
В іншій частині Мелітополя знаходиться Південна вулиця.

## Історія
До 1929 року провулок називався провулком Чичерина під деяким невідомим номером (в той час в Мелітополі було багато провулків Чичеріна).
17 червня 1929 провулок був перейменований на Південний. Одночасно три сусідні провулки Чичеріна стали Східним, Північним і Азовським 
провулками.